# Lista de planetas e luas de Star Wars

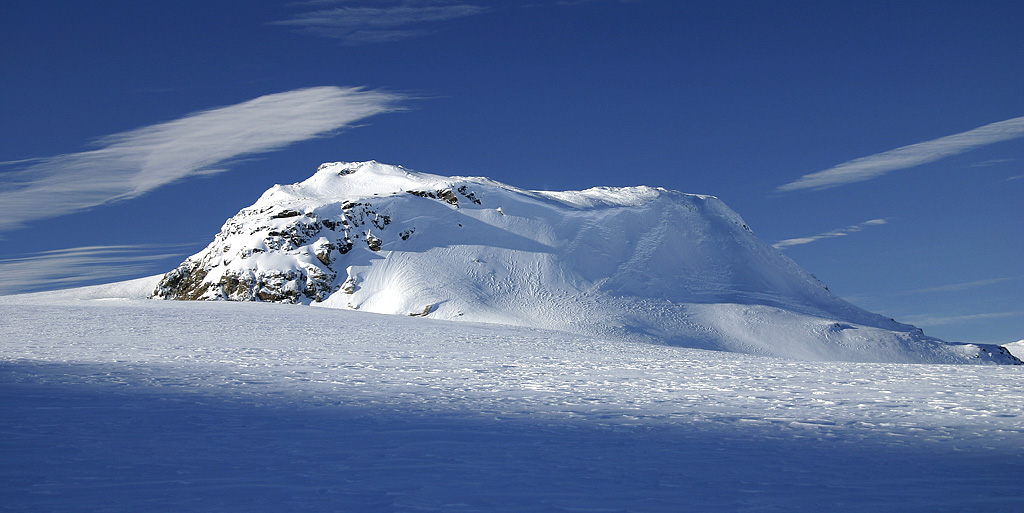
Hardangerjøkulen, uma geleira de platô na Noruega, serviu de cenário para Hoth.

O universo fictício da franquia Star Wars apresenta vários planetas e luas. Embora apenas os longas-metragens e outras obras selecionadas sejam considerados canônicos para a franquia desde a aquisição da Lucasfilm pela The Walt Disney Company em 2012, alguns planetas canônicos foram nomeados ou explorados pela primeira vez em obras do universo não-canônico de Star Wars, agora renomeado Star Wars Legends.
Nos filmes teatrais de Star Wars, muitas cenas ambientadas nesses planetas e luas foram filmadas no local e não em um palco sonoro. Por exemplo, a cidade turística de Canto Bight, localizada no planeta Cantonica, vista em Os Últimos Jedi (2017), foi filmada em Dubrovnik, Croácia.

## Astrografia do cânone de Star Wars

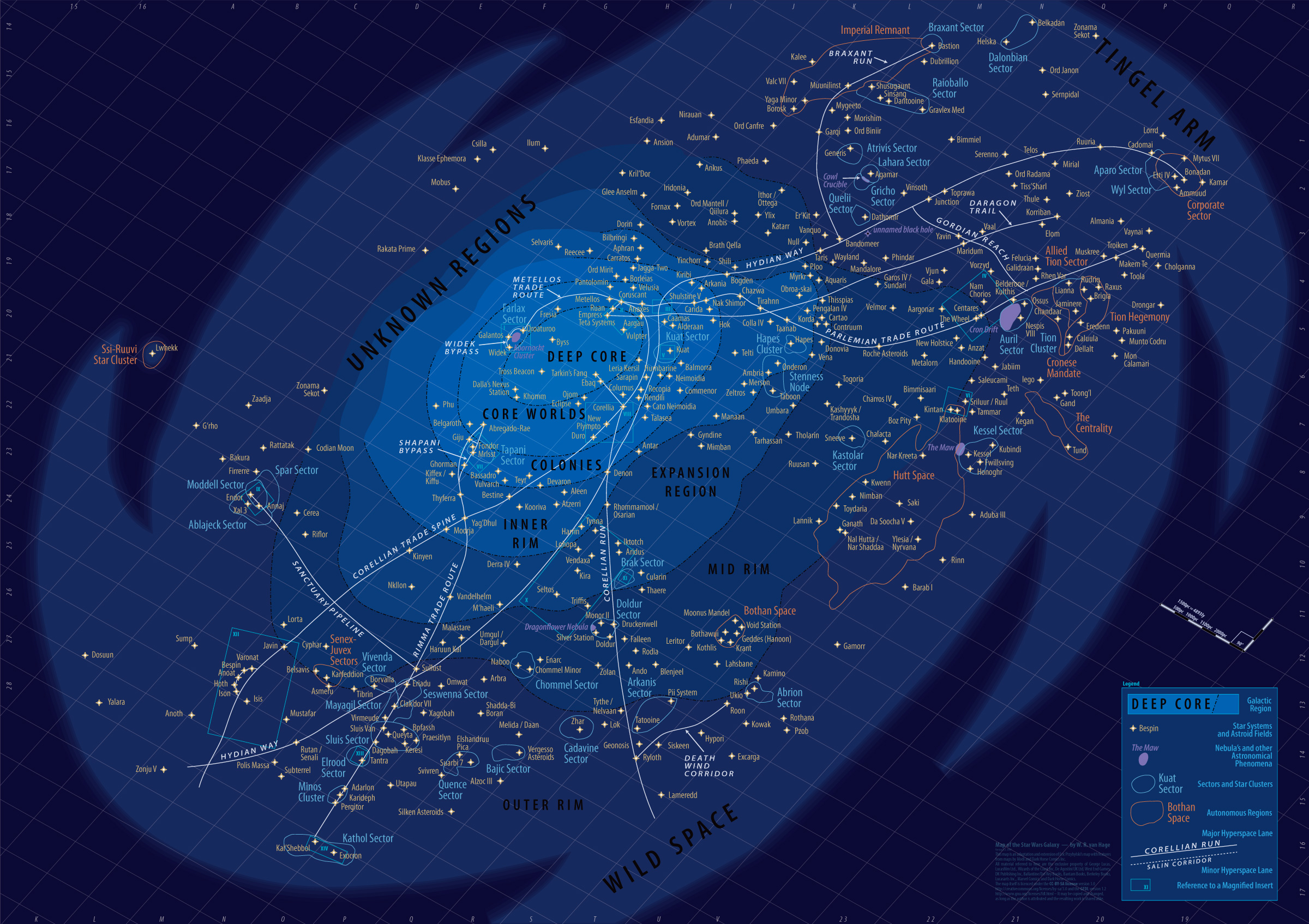
Mapa da galáxia de Star Wars (Legends)

A galáxia de Star Wars contém várias sub-regiões amplas. Suas definições exatas variaram um pouco durante a continuidade de Star Wars Legends, mas depois foram formalmente atualizadas pela nova continuidade do cânone quando a Disney comprou a Lucasfilm. O novo mapa canônico é, em linhas gerais, semelhante às versões posteriores do mapa galáctico de Legends.
Como regra geral, a maior parte da riqueza, do poder e da população da galáxia está concentrada perto do meio do círculo galáctico - os “Mundos do Núcleo”. Diz-se que as primeiras grandes potências interestelares no núcleo surgiram há muitos milênios, gradualmente se unindo na primeira República Galáctica, com sua capital em Coruscant. Ondas de colonização (e conquista) pela República se espalharam gradualmente para fora do Núcleo, para os sistemas mais esparsos na borda da galáxia, como Tatooine. Os mundos da Orla Externa são ricos em recursos brutos, mas não têm a população, a infraestrutura ou o poder político do Núcleo. As principais sub-regiões galácticas são divididas em quadrantes, setores, etc., até sistemas estelares e planetas individuais.
A galáxia tem pelo menos duas galáxias anãs satélite companheira, uma das quais é conhecida como Rishi Maze, mas elas são muito pouco povoadas ou exploradas.
O mapa canônico mostra uma visão de cima para baixo do disco galáctico, com “norte” como o lado do centro galáctico em que Coruscant está localizada. Como planeta capital da República e, posteriormente, do Império, Coruscant é usada como ponto de referência para a astronomia galáctica, definida nas coordenadas XYZ 0-0-0. As medições padronizadas do tempo galáctico também se baseiam no dia e no ano solar local de Coruscant.
De acordo com a série atualizada do Dicionário Visual feita por Pablo Hidalgo para a Trilogia Sequel, essas são as regiões gerais da galáxia que se espalham para fora do Núcleo:
- Núcleo Profundo - a região mais interna e iluminada do espaço, com um buraco negro supermassivo no centro que une a galáxia. Densamente repleto de estrelas, nebulosas e outras anomalias, é, portanto, pouco povoado devido aos altos níveis de radiação resultantes e à falta de rotas hiperespaciais estáveis.
- Mundos do Núcleo - planetas poderosos e ricos com histórias milenares, muitos deles membros fundadores da República Galáctica. Exemplos na tela incluem Coruscant, Corellia, Alderaan e Hosnian Prime.
- As Colônias - as primeiras colônias fundadas pela nascente República Galáctica nos tempos antigos. O nome é um tanto anacrônico, pois elas se tornaram quase tão poderosas quanto os próprios “Mundos do Núcleo”, embora suas histórias não sejam tão longas ou prestigiosas (ou seja, comparáveis a como os Estados Unidos ou o Canadá poderiam ser chamados de “as colônias” da Inglaterra). Mencionadas pelo nome em A Ascensão Skywalker.
- Orla Interna - a borda original da República Galáctica, onde as ondas de expansão pararam por muitas gerações.
- Região de Expansão - localizada entre a “Orla interna” e a “Orla média”, com um nome anacrônico devido a uma nova onda de colonização que está começando novamente.
- Orla Intermediária - planetas geralmente industrializados, embora não muito importantes, mas mais desenvolvidos do que a verdadeira “fronteira” na Orla Externa. Exemplos na tela incluem Naboo e Kashyyyk.
- Orla Externa - uma vasta região que inclui todos os últimos sistemas estelares importantes até a borda da galáxia. Como a última região para a qual a República se expandiu, é relativamente a menos desenvolvida, uma fronteira frequentemente explorada pelo governo galáctico central por seus recursos. Exemplos na tela incluem Tatooine, Yavin, Hoth, Bespin, Endor, Geonosis, Utapau, Mustafar e Kessel.
- Espaço Selvagem - sistemas estelares localizados além da Orla Externa - porque a “borda” de uma galáxia não é uma linha de fronteira fixa, mas uma concentração de estrelas que diminui em frequência. Ao contrário da Orla Externa, esses poucos sistemas esparsos ao redor da circunferência da galáxia nunca foram formalmente mapeados. De forma mais ampla, Ataque dos Clones estabeleceu que a galáxia de Star Wars possui, na verdade, pelo menos três pequenas galáxias satélites, nunca colonizadas e consideradas inóspitas. O mundo clonado secreto de Kamino, no entanto, está localizado em um desses aglomerados galácticos menores além da Orla Externa.
- Regiões Desconhecidas - o novo mapa canônico estabelece que, devido à estabilidade das rotas hiperespaciais, os planetas habitados estão concentrados no quadrante “leste” do plano galáctico, sendo o “oeste” praticamente inexplorado. Essas Regiões Desconhecidas abrigam o primeiro templo Jedi em Ahch-To e a Ascendência Chiss, na qual nasceu o Grande Almirante Thrawn. Os remanescentes do Império se retiraram para cá após a derrota em Endor, formando a Primeira Ordem - assim como, em segredo até mesmo para a Primeira Ordem, as forças Sith de Darth Sidious se reconstituíram em Exegol.
- Trincheiras Ocidentais - os setores outrora controlados pela República que fazem fronteira com as Regiões Desconhecidas do “oeste” galáctico. Essencialmente semelhantes à Orla Externa em termos de história e desenvolvimento econômico, com a única diferença de que, em vez de estarem localizados na borda física da galáxia, eles estão localizados na borda da exploração galáctica no lado “ocidental” da República. Em O Despertar da Força, é declarado em um diálogo que Jakku fica na Região Ocidental.

Além dessas regiões amplas que se irradiam do núcleo galáctico, há também várias sub-regiões galácticas importantes que merecem destaque:
- Espaço Mandaloriano - tecnicamente localizado na Orla Externa, mas relativamente próximo à fronteira com a Orla Média, perto de Kashyyyk, no “nordeste” galáctico. O planeta Mandalore teve seu próprio império espacial regional nos tempos antigos, liderado por sua formidável cultura guerreira. Os Mandalorianos foram os inimigos mais difíceis que os Jedi já enfrentaram, com exceção dos Sith: eles não eram portadores da Força, mas eram uma cultura de humanos comuns que se aperfeiçoaram para possuir o auge do treinamento de combate, equipamentos e táticas de batalha. No entanto, durante uma série de longas guerras com a República, muitos séculos antes das Guerras Clônicas, os Jedi conseguiram, por fim, submetê-los, embora com grandes perdas. Na série animada Star Wars: The Clone Wars, tanto a República quanto os Separatistas competem pelo apoio de facções rivais de Mandalorianos e, na série animada posterior Star Wars Rebels, os Mandalorianos novamente se dividem em uma guerra por procuração entre forças pró-imperiais e pró-rebeldes. De acordo com a série de TV The Mandalorian, isso acabou resultando na devastação do espaço mandaloriano pelo Império, com os enclaves sobreviventes espalhados pela Orla Exterior.
- Espaço Hutt - uma faixa de espaço razoavelmente grande ao longo do quadrante “oriental” do plano galáctico, que se estende vagamente pela fronteira entre a Orla Média e a Orla Externa. Os Hutts são um estado mafioso cleptocrática, ridicularizado como “gângsteres”, composto por vários clãs rivais. Os recursos e o poder dos Hutts são formidáveis o suficiente para que a República e o Império nunca se preocupassem em conquistá-los, enquanto os Hutts estavam muito divididos por sua própria política interna para desafiar seriamente a República (ao contrário dos Mandalorianos).

Essa astrografia galáctica oficial foi mais tarde reconfirmada pela primeira vez na tela, em um diálogo de ação ao vivo em The Mandalorian. No quarto episódio da segunda temporada, “The Siege” (O cerco), uma sala de aula é mostrada brevemente em um planeta na Orla Exterior, na qual uma aula sobre astrografia galáctica está sendo ministrada por um droide de protocolo. O professor não apenas lista cada uma dessas regiões principais do Dicionário Visual, mas as lista exatamente na mesma ordem, da Orla Externa até o Núcleo:
"Quem sabe o nome de uma das cinco principais rotas comerciais da galáxia? A Via Hydian [vai] da Orla Externa até os Mundos do Núcleo. No entanto, há várias outras regiões em nossa galáxia. Elas são a Orla Média, a Região de Expansão, a Orla Interna, as Colônias, o Núcleo e o Núcleo Profundo."
| Nome              | Primeira aparição                                                           | Ano  | Mídia                               | Descrição fictícia | Ref(s).              |
| ----------------- | --------------------------------------------------------------------------- | ---- | ----------------------------------- | --- | -------------------- |
| Abafar            | Star Wars: The Clone Wars                                                   | 2012 | Série de TV                         | Um planeta desértico localizado na Orla Externa com uma superfície totalmente branca. Conhecido como O Vácuo, o planeta é pouco povoado, mas abriga grandes quantidades de rhydonium, um combustível escasso e volátil. | [ 3 ]                |
| Agamar            | Star Wars Legends: The Farlander Papers                                     | 1993 | Novela                              | Um planeta estéril e rochoso na Orla Externa. Local de uma reserva ainda ativa de droide Separatistas que ficaram conhecidos por terem sobrevivido às Guerras Clônicas. | [ 4 ]                |
| Agamar            | Star Wars: The Clone Wars                                                   | 2012 | Série de TV (mencionado)            | Um planeta estéril e rochoso na Orla Externa. Local de uma reserva ainda ativa de droide Separatistas que ficaram conhecidos por terem sobrevivido às Guerras Clônicas. | [ 4 ]                |
| Agamar            | Star Wars Rebels                                                            | 2016 | Série de TV                         | Um planeta estéril e rochoso na Orla Externa. Local de uma reserva ainda ativa de droide Separatistas que ficaram conhecidos por terem sobrevivido às Guerras Clônicas. | [ 4 ]                |
| Ahch-To           | O Despertar da Força                                                        | 2015 | Filme                               | Planeta em grande parte oceânico no qual Luke Skywalker se escondeu por vários anos, além de ser o local do primeiro Templo Jedi e da Biblioteca da Árvore de textos sagrados Jedi. Porgs, Lanai e thala-sirens estão entre as espécies nativas. | [ 5 ]                |
| Ajan Kloss        | Star Wars Battlefront II                                                    | 2017 | Jogo eletrônico                     | Uma lua na selva que serve como uma nova base de operações para a Resistência. Anos antes, Leia e Luke estavam treinando lá. Leia Organa morre aqui depois de usar o resto de sua energia para alcançar seu filho por meio da Força. | [ 6 ]                |
| Akiva             | Star Wars: Aftermath                                                        | 2015 | Livro                               | Planeta da selva e lar de Norra e Temmin Wexley, e cenário principal em Aftermath. | [ 7 ]                |
| Alderaan          | Uma Nova Esperança                                                          | 1977 | Filme                               | Florestas, montanhas; planeta onde cresceu Leia Organa e lar da Casa de Organa. Destruído pela primeira Estrela da Morte como punição pelo envolvimento com a Aliança Rebelde e também como demonstração de poder. | [ 8 ]                |
| Aldhani           | Andor                                                                       | 2022 | Série de TV                         | Um planeta temperado e alpino com planaltos, vales, florestas e lagos sagrados para o povo indígena Dhani, até serem realocados pelo Império, que estabeleceu uma base situada em uma represa que abrigava um cofre para financiar suas forças armadas. | [ 9 ]                |
| Aleen             | Star Wars: The Clone Wars                                                   | 2011 | Série de TV                         | Um mundo subterrâneo localizado na Orla Média. As espécies nativas incluem os seres que habitam a superfície, chamados Aleena, e os seres sencientes semelhantes a árvores, chamados Kindalo. |                      |
| Alzoc III         | Star Wars Legends: Jedi Knight II: Jedi Outcast                             | 2003 | Jogo eletrônico                     | Planeta gelado, com muitos glaciares, e na sua superfície encontra-se um porta-aviões separatista despenhado, com um dispositivo antigravitacional. |                      |
| Alzoc III         | Star Wars: Last Shot                                                        | 2018 | Livro (mencionado)                  | Planeta gelado, com muitos glaciares, e na sua superfície encontra-se um porta-aviões separatista despenhado, com um dispositivo antigravitacional. |                      |
| Anaxes            | Star Wars Legends: Star Wars: Empire at War                                 | 2006 | Jogo eletrônico                     | Um planeta rochoso localizado no setor Azure da região Mundos Centrais da galáxia. A maior parte de sua superfície era coberta por plantas altas e vermelhas. Nos primeiros anos da Era Imperial, o planeta foi destruído em um cataclismo, e os restos se tornaram o cinturão de asteroides de Anaxes. | [ 10 ]               |
| Anaxes            | Star Wars: The Clone Wars                                                   | 2020 | Série de TV                         | Um planeta rochoso localizado no setor Azure da região Mundos Centrais da galáxia. A maior parte de sua superfície era coberta por plantas altas e vermelhas. Nos primeiros anos da Era Imperial, o planeta foi destruído em um cataclismo, e os restos se tornaram o cinturão de asteroides de Anaxes. | [ 10 ]               |
| Ando              | Star Wars Legends: Dark Force Rising                                        | 1992 | Livro                               | Um planeta coberto de água localizado na Orla Externa, é o lar da espécie anfíbia Aqualish e passou por grande turbulência durante a Crise Separatista. | [ 11 ]               |
| Ando              | Star Wars Rebels: Head to Head                                              | 2014 | Livro                               | Um planeta coberto de água localizado na Orla Externa, é o lar da espécie anfíbia Aqualish e passou por grande turbulência durante a Crise Separatista. | [ 11 ]               |
| Anoat             | O Império Contra-Ataca                                                      | 1980 | Filme (mencionado)                  | Poluído; um planeta quase inóspito usado pelo Império. | [ 12 ]               |
| Anoat             | Star Wars Legends: Star Wars: Dark Forces                                   | 1995 | Jogo eletrônico                     | Poluído; um planeta quase inóspito usado pelo Império. | [ 12 ]               |
| Anoat             | Star Wars: Uprising                                                         | 2015 | Jogo eletrônico                     | Poluído; um planeta quase inóspito usado pelo Império. | [ 12 ]               |
| Atollon           | Star Wars Rebels                                                            | 2016 | Série de TV                         | Planeta desértico, local da base rebelde do Esquadrão Fênix. Lar dos hexápodes semelhantes a aranhas, conhecidos como Krykna, e do poderoso portador da força Bendu. A Batalha de Atollon foi permitida pelo próprio Grande Almirante Thrawn e destruiu a maior parte da base, forçando o Esquadrão Fênix a partir. | [ 13 ]               |
| Barton 4          | The Bad Batch                                                               | 2023 | Série de TV                         | Um planeta gelado onde o Império Galáctico mantinha um depósito de suprimentos. O soldado clone CT-9904 "Crosshair" foi enviado para o posto avançado no planeta. |                      |
| Balnab            | Star Wars: The Clone Wars                                                   | 2008 | Série de TV                         | Um mundo bárbaro que já foi visitado por R2-D2 e C-3PO. |                      |
| Batuu             | Thrawn: Alliances                                                           | 2018 | Livro                               | Um planeta que apresenta um posto avançado de fronteira remota e um antigo porto comercial. | [ 14 ] [ 15 ] [ 16 ] |
| Bespin            | O Império Contra-Ataca                                                      | 1980 | Filme                               | Um planeta gasoso com uma fina camada de atmosfera habitável onde a Cidade das Nuvens estava localizada. As camadas de gás do planeta eram uma fonte de gás tibanna raro, que era coletado e refinado em complexos de mineração como Cidade das Nuvens. |                      |
| Bogano            | Star Wars Jedi: Fallen Order                                                | 2019 | Jogo eletrônico                     | Um planeta gramado amplamente desabitado na Orla Externa, lar de um cofre Zeffo. | [ 17 ]               |
| Bora Vio          | The Bad Batch: Temporada 1 Episódio 9                                       | 2021 | Série de TV                         | Localizado no Sistema Lido, esse planeta tem uma atmosfera nublada e abrigou uma instalação Kaminoana que foi abandonada na época do Império Galáctico. | [ 18 ]               |
| Bracca            | Star Wars Jedi: Fallen Order                                                | 2019 | Jogo eletrônico                     | Um planeta inóspito de ferro-velho na Orla Central, considerado estrategicamente importante nas Guerras Clônicas. Torna-se útil para a Guilda dos Sucateiros, cujos membros resgatam naves desativadas para o Império. | [ 19 ]               |
| Cantonica         | Os Últimos Jedi                                                             | 2017 | Filme                               | Um planeta árido onde está localizada a cidade turística de Canto Bight, sede do Cassino e Hipódromo de Canto. |                      |
| Castilon          | Star Wars Resistance                                                        | 2018 | Série de TV                         | Um planeta oceânico localizado na Orla Exterior, próximo ao Espaço Selvagem. Abriga a estação de reabastecimento de aeronaves Colossus, além de ser um destino para os pilotos. | [ 20 ]               |
| Cato Neimoidia    | Star Wars Legends: Darth Maul: Saboteur                                     | 2001 | Conto                               | Mundo-colônia da espécie neimoidiana. Local de batalhas durante as Guerras Clônicas, notável por suas "Cidades-ponte". Também foi o local da morte de Plo Koon durante o Grande Expurgo Jedi. | [ 21 ]               |
| Cato Neimoidia    | A Vingança dos Sith                                                         | 2005 | Filme                               | Mundo-colônia da espécie neimoidiana. Local de batalhas durante as Guerras Clônicas, notável por suas "Cidades-ponte". Também foi o local da morte de Plo Koon durante o Grande Expurgo Jedi. | [ 21 ]               |
| Chandrila         | Star Wars Legends: The Truce at Bakura                                      | 1994 | Livro                               | Terra natal de Mon Mothma e Ben Solo, serve como a primeira capital da Nova República. Planeta sereno, conhecido por seus mares calmos e colinas onduladas. | [ 22 ]               |
| Chandrila         | Star Wars: Aftermath                                                        | 2015 | Livro                               | Terra natal de Mon Mothma e Ben Solo, serve como a primeira capital da Nova República. Planeta sereno, conhecido por seus mares calmos e colinas onduladas. | [ 22 ]               |
| Christophsis      | Star Wars: The Clone Wars                                                   | 2008 | Série de TV                         | Durante as Guerras Clônicas, a Batalha de Christophsis ocorre aqui, servindo como uma introdução a Ahsoka Tano. | [ 23 ]               |
| Concord Dawn      | Star Wars Legends: The Last One Standing: The Tale of Boba Fett             | 1996 | Conto                               | Planeta natal de Jango Fett. Planeta habitável cercado por uma grande quantidade de detritos de muitas guerras violentas. Anteriormente controlado pelos Mandalorianos. |                      |
| Concord Dawn      | Star Wars: The Clone Wars                                                   | 2012 | Série de TV (mencionado)            | Planeta natal de Jango Fett. Planeta habitável cercado por uma grande quantidade de detritos de muitas guerras violentas. Anteriormente controlado pelos Mandalorianos. |                      |
| Concord Dawn      | Star Wars Rebels                                                            | 2016 | Série de TV                         | Planeta natal de Jango Fett. Planeta habitável cercado por uma grande quantidade de detritos de muitas guerras violentas. Anteriormente controlado pelos Mandalorianos. |                      |
| Corellia          | Uma Nova Esperança                                                          | 1977 | Filme (mencionado)                  | Planeta industrial situado no núcleo da galáxia, com uma forte cultura de formação de pilotos. Terra natal de Han Solo e Qi'ra. |                      |
| Corellia          | Star Wars Legends: A Trilogia Coreliana                                     | 1995 | Livro                               | Planeta industrial situado no núcleo da galáxia, com uma forte cultura de formação de pilotos. Terra natal de Han Solo e Qi'ra. |                      |
| Corellia          | Han Solo: Uma História Star Wars                                            | 2018 | Filme                               | Planeta industrial situado no núcleo da galáxia, com uma forte cultura de formação de pilotos. Terra natal de Han Solo e Qi'ra. |                      |
| Coruscant         | Star Wars Legends: Herdeiro do Império                                      | 1991 | Livro                               | Mundo urbano cosmopolita que consiste em uma cidade em todo o planeta. Coruscant está situada no coração da galáxia de Star Wars, com uma população de mais de um trilhão de habitantes, e é o centro governamental da República Galáctica e, posteriormente, do Império Galáctico. Abriga o principal Templo Jedi. |                      |
| Coruscant         | O Retorno de Jedi (Edição Especial)                                         | 1997 | Filme                               | Mundo urbano cosmopolita que consiste em uma cidade em todo o planeta. Coruscant está situada no coração da galáxia de Star Wars, com uma população de mais de um trilhão de habitantes, e é o centro governamental da República Galáctica e, posteriormente, do Império Galáctico. Abriga o principal Templo Jedi. |                      |
| Coruscant         | A Ameaça Fantasma                                                           | 1999 | Filme                               | Mundo urbano cosmopolita que consiste em uma cidade em todo o planeta. Coruscant está situada no coração da galáxia de Star Wars, com uma população de mais de um trilhão de habitantes, e é o centro governamental da República Galáctica e, posteriormente, do Império Galáctico. Abriga o principal Templo Jedi. |                      |
| Crait             | Leia, Princesa de Alderaan                                                  | 2017 | Livro                               | Pequeno planeta mineral localizado em uma seção remota da galáxia, sua superfície é coberta por uma camada de sal branco sobre o solo de cor vermelha. Em Leia, Princesa de Alderaan, é o local de um dos primeiros postos avançados da Aliança Rebelde. Leia e suas forças remanescentes da Resistência fogem para lá em Os Últimos Jedi, onde enfrentam a Primeira Ordem. |                      |
| Daiyu             | Obi-Wan Kenobi                                                              | 2022 | Série de TV                         | Um planeta com paisagem urbana onde Ben Kenobi começa sua busca por Leia Organa. |                      |
| D'Qar             | O Despertar da Força                                                        | 2015 | Filme                               | Local de uma base de operações da Resistência liderada pela General Leia Organa. |                      |
| Dagobah           | O Império Contra-Ataca                                                      | 1980 | Filme                               | Planeta pantanoso e residência de Yoda após a queda dos Jedi. |                      |
| Dantooine         | Uma Nova Esperança                                                          | 1977 | Filme (mencionado)                  | Planeta rural e antigo local de uma base rebelde. Os roteiristas de Rogue One consideraram a possibilidade de retratar os rebeldes evacuando a base para Yavin 4, mas "isso não avançou a história e teria custado muito dinheiro". | [ 25 ]               |
| Dantooine         | Star Wars Legends: Jedi Search                                              | 1994 | Livro                               | Planeta rural e antigo local de uma base rebelde. Os roteiristas de Rogue One consideraram a possibilidade de retratar os rebeldes evacuando a base para Yavin 4, mas "isso não avançou a história e teria custado muito dinheiro". | [ 25 ]               |
| Dantooine         | Star Wars Rebels                                                            | 2017 | Série de TV                         | Planeta rural e antigo local de uma base rebelde. Os roteiristas de Rogue One consideraram a possibilidade de retratar os rebeldes evacuando a base para Yavin 4, mas "isso não avançou a história e teria custado muito dinheiro". | [ 25 ]               |
| Dathomir          | Star Wars Legends: The Courtship of Princess Leia                           | 1994 | Livro                               | Mundo Sith e planeta natal das Irmãs da Noite, incluindo a sensível à Força Asajj Ventress. Também é o planeta natal dos guerreiros Zabrak, incluindo Darth Maul. Um mundo remoto, perpetuamente banhado pela luz do sol vermelho-sangue e lar de vários predadores perigosos. | [ 26 ]               |
| Dathomir          | Star Wars: The Clone Wars                                                   | 2011 | Série de TV                         | Mundo Sith e planeta natal das Irmãs da Noite, incluindo a sensível à Força Asajj Ventress. Também é o planeta natal dos guerreiros Zabrak, incluindo Darth Maul. Um mundo remoto, perpetuamente banhado pela luz do sol vermelho-sangue e lar de vários predadores perigosos. | [ 26 ]               |
| Devaron           | Star Wars Legends: Tales from the Mos Eisley Cantina                        | 1995 | Livro                               | Planeta florestal com um antigo Templo Jedi. Lar da espécie Devaroniana com chifres. |                      |
| Devaron           | Star Wars: The Clone Wars                                                   | 2009 | Série de TV                         | Planeta florestal com um antigo Templo Jedi. Lar da espécie Devaroniana com chifres. |                      |
| Eadu              | Rogue One                                                                   | 2016 | Filme                               | Planeta rochoso e montanhoso, assolado por constantes tempestades severas. Abriga uma instalação de pesquisa de armas imperiais. Sua aparência foi parcialmente inspirada no planeta fictício LV-426 da franquia Alien. | [ 27 ]               |
| Endor             | O Retorno de Jedi                                                           | 1983 | Filme                               | Gigante gasoso azul com um sistema planetário complexo, incluindo luas como Santuário e Kef Bir, esse sistema era controlado pelo Império até a destruição da segunda Estrela da Morte. | [ 28 ]               |
| Endor (Santuário) | O Retorno de Jedi                                                           | 1983 | Filme                               | Lua florestal que orbita a segunda Estrela da Morte e abriga um posto avançado imperial. Habitada por Ewoks. O local da batalha entre a Aliança Rebelde e o Império que levou à destruição da segunda Estrela da Morte. |                      |
| Er´kit            | Star Wars Commander                                                         | 2014 | Jogo eletrônico                     | Planeta desértico localizado nos Territórios da Orla Externa da galáxia. Terra natal da espécie Er'Kit. | [ 29 ]               |
| Eriadu            | Star Wars Legends: Darth Maul: Saboteur                                     | 2001 | Livro                               | Planeta localizado na Orla Externa da galáxia. Terra natal de Grand Moff Tarkin e sua família. | [ 30 ]               |
| Eriadu            | Tarkin                                                                      | 2014 | Livro                               | Planeta localizado na Orla Externa da galáxia. Terra natal de Grand Moff Tarkin e sua família. | [ 30 ]               |
| Esseles           | Star Wars Legends: Episode I Adventures                                     | 1999 | Livro                               | Sob controle imperial. O Império tem um posto de escuta escondido no anel gelado de Esseles. | [ 31 ]               |
| Esseles           | Star Wars Squadrons                                                         | 2020 | Jogo eletrônico                     | Sob controle imperial. O Império tem um posto de escuta escondido no anel gelado de Esseles. | [ 31 ]               |
| Exegol            | A Ascensão de Skywalker                                                     | 2019 | Filme                               | Um planeta tempestuoso nas "Regiões Desconhecidas" da galáxia, com sua localização deliberadamente obscurecida pelos esforços da República Galáctica e dos Jedi. Um antigo bastião dos Sith, serve como covil de Darth Sidious e dos Eterno Sith durante a construção de uma armada Sith conhecida como Ordem Final. |                      |
| Felucia           | A Vingança dos Sith                                                         | 2005 | Filme                               | Planeta de selva repleto de plantas, mas com pouca vida animal. Aayla Secura é assassinada aqui durante o Grande Expurgo Jedi. |                      |
| Ferrix            | Andor                                                                       | 2022 | Série de TV                         | Planeta desértico com ampla indústria de sucata e conhecido por seus mercados de salvamento. | [ 32 ]               |
| Florrum           | Star Wars: The Clone Wars                                                   | 2009 | Série de TV                         | Planeta desértico e sulfuroso. Hondo Ohnaka é o líder de uma gangue de piratas que vive no planeta. |                      |
| Fondor            | Star Wars Legends: Darth Vader Strikes                                      | 1981 | História em quadrinhos              | Centro de manufatura imperial com grandes estaleiros. | [ 33 ]               |
| Fondor            | Star Wars Battlefront II                                                    | 2017 | Jogo eletrônico                     | Centro de manufatura imperial com grandes estaleiros. | [ 33 ]               |
| Geonosis          | Ataque dos Clones                                                           | 2002 | Filme                               | Planeta desértico rochoso onde droides de batalha são fabricados e o local da batalha de abertura das Guerras Clônicas. Toda a vida no planeta é supostamente destruída pelo Império em Star Wars Rebels, com duas exceções: Klik-Klak e seus descendentes. Principal local de construção da primeira Estrela da Morte. Mundo natal dos Geonosianos. | [ 34 ]               |
| Hosnian Prime     | O Despertar da Força                                                        | 2015 | Filme                               | Planeta urbano e capital da Nova República. Destruído pela Base Starkiller da Primeira Ordem. |                      |
| Hoth              | O Império Contra-Ataca                                                      | 1980 | Filme                               | Planeta gelado desolado e base para a Aliança Rebelde. |                      |
| Iego              | A Ameaça Fantasma                                                           | 1999 | Filme (mencionado)                  | Um planeta da Orla Externa que abriga criaturas voadoras chamadas Xandu e plantas medicinais importantes chamadas Reeska. Iego é cercado por 1000 luas e pelo menos uma delas, chamada Millius Prime, é o lar de uma raça chamada Angels. | [ 3 ]                |
| Iego              | Star Wars: The Clone Wars                                                   | 2009 | Série de TV                         | Um planeta da Orla Externa que abriga criaturas voadoras chamadas Xandu e plantas medicinais importantes chamadas Reeska. Iego é cercado por 1000 luas e pelo menos uma delas, chamada Millius Prime, é o lar de uma raça chamada Angels. | [ 3 ]                |
| Ilum              | Star Wars Legends: Jedi Quest: Path to Truth                                | 2001 | Livro                               | Planeta remoto de gelo onde os cristais Kyber são extraídos. Convertido em Base Starkiller pela Primeira Ordem e destruído em O Despertar da Força. | [ 35 ]               |
| Ilum              | Star Wars: The Clone Wars                                                   | 2012 | Série de TV                         | Planeta remoto de gelo onde os cristais Kyber são extraídos. Convertido em Base Starkiller pela Primeira Ordem e destruído em O Despertar da Força. | [ 35 ]               |
| Iridonia          | Star Wars Legends: Star Wars Episode I Journal: Darth Maul                  | 2000 | Livro                               | Lar do povo iridônio Zabrak e antigo local de nascimento de Darth Maul. |                      |
| Iridonia          | Star Wars: The Clone Wars                                                   | 2011 | Série de TV (mencionado)            | Lar do povo iridônio Zabrak e antigo local de nascimento de Darth Maul. |                      |
| Jabiim            | Star Wars Legends: Star Wars: Republic                                      | 2003 | História em quadrinhos              | Um planeta desértico no local do Caminho, onde Ben Kenobi ajuda as pessoas a escapar do Império. | [ 36 ]               |
| Jabiim            | Obi-Wan Kenobi                                                              | 2022 | Série de TV                         | Um planeta desértico no local do Caminho, onde Ben Kenobi ajuda as pessoas a escapar do Império. | [ 36 ]               |
| Jakku             | O Despertar da Força                                                        | 2015 | Filme                               | Planeta deserto. Local de um "cemitério" de naves danificadas durante a Batalha de Jakku, a batalha final entre a Nova República e o Império Galáctico. Também é o planeta natal de Rey. | [ 37 ]               |
| Jedha             | Rogue One                                                                   | 2016 | Filme                               | Lua desértica e fria, e um local sagrado para os crentes na Força. Uma fonte de cristais de âmbar usados para sabres de luz e a arma principal da Estrela da Morte. É também o primeiro local em que a capacidade destrutiva da Estrela da Morte é testada. O diretor de "Rogue One", Gareth Edwards, descreveu o local como "uma Meca ou Jerusalém no mundo de Star Wars". É também um homônimo de Jeddah, a principal porta de entrada para Meca. | [ 38 ]               |
| Jelucan           | Star Wars: Lost Stars                                                       | 2015 | Livro                               | Um planeta rochoso e montanhoso na Orla Externa e o planeta natal de Thane Kyrell e Ciena Ree. | [ 39 ]               |
| Jestefad          | A Vingança dos Sith                                                         | 2005 | Filme                               | Um grande planeta gasoso que faz parte do sistema de Mustafar. Diretamente responsável pelo clima vulcânico de Mustafar devido a um intenso cabo de guerra gravitacional com o gigante gasoso Lefrani. | [ 40 ]               |
| Kamino            | Ataque dos Clones                                                           | 2002 | Filme                               | Planeta oceânico localizado fora da galáxia principal, onde a tecnologia de clonagem é desenvolvida e o Exército de Clones é criado e treinado. Obi-Wan Kenobi descobre que o planeta está faltando nos arquivos Jedi; mais tarde, é revelado que ele foi excluído como parte da trama Sith para iniciar as Guerras Clônicas e dominar a galáxia. |                      |
| Kashyyyk          | O Especial de Natal de Star Wars                                            | 1978 | Especial de TV                      | Planeta florestal e lar dos Wookiees. Também foi o local de uma das batalhas finais da Guerras Clônicas. |                      |
| Kashyyyk          | A Vingança dos Sith                                                         | 2005 | Filme                               | Planeta florestal e lar dos Wookiees. Também foi o local de uma das batalhas finais da Guerras Clônicas. |                      |
| Kef Bir           | A Ascensão de Skywalker                                                     | 2019 | Filme                               | Uma lua de Endor e o local de alguns dos destroços da segunda Estrela da Morte depois que ela foi destruída em O Retorno de Jedi. | [ 41 ]               |
| Kessel            | Uma Nova Esperança                                                          | 1977 | Filme (mencionado)                  | Um planeta de mineração que tem sido disputado por senhores do crime por suas valiosas especiarias. Uma fissura de ventilação sob as minas de especiarias serviu como fonte de coaxium astático, um elemento que poderia ser refinado em hipercombustível para naves estelares. |                      |
| Kessel            | Star Wars Legends: Jedi Search                                              | 1994 | Livro                               | Um planeta de mineração que tem sido disputado por senhores do crime por suas valiosas especiarias. Uma fissura de ventilação sob as minas de especiarias serviu como fonte de coaxium astático, um elemento que poderia ser refinado em hipercombustível para naves estelares. |                      |
| Kessel            | Star Wars Rebels                                                            | 2014 | Série de TV                         | Um planeta de mineração que tem sido disputado por senhores do crime por suas valiosas especiarias. Uma fissura de ventilação sob as minas de especiarias serviu como fonte de coaxium astático, um elemento que poderia ser refinado em hipercombustível para naves estelares. |                      |
| Kijimi            | A Ascensão de Skywalker                                                     | 2019 | Filme                               | Um planeta montanhoso e gelado. Era o planeta natal de Zorii Bliss, líder da gangue de contrabando conhecida como Traficantes de Especiarias de Kijimi. Mais tarde, é destruído pelo Destruidor Estelar da classe Xyston Derriphan da frota do Eterno Sith, a Ordem Final, como uma demonstração de força para o resto da galáxia. | [ 42 ]               |
| Koboh             | Star Wars Jedi: Survivor                                                    | 2023 | Jogo eletrônico                     | Um planeta acidentado conhecido por sua abundância do mineral priorita. Localização do Posto Avançado do Alcance do Caminhante. | [ 43 ]               |
| Kuat              | Star Wars Legends: Wedge's Gamble                                           | 1996 | Livro                               | Planeta industrial que abriga as Jardas de Condução Kuat, fabricante de Star Destroyer. |                      |
| Kuat              | Star Wars: The Clone Wars                                                   | 2009 | Série de TV (mencionado)            | Planeta industrial que abriga as Jardas de Condução Kuat, fabricante de Star Destroyer. |                      |
| Lah'mu            | Catalyst: A Rogue One Novel                                                 | 2016 | Livro                               | Um planeta remoto com areias negras, onde Jyn Erso e seus pais se escondem. | [ 44 ]               |
| Lothal            | Star Wars Rebels                                                            | 2014 | Série de TV                         | Planeta agrícola remoto e local de nascimento de Ezra Bridger. |                      |
| Lotho Menor       | Star Wars: The Clone Wars                                                   | 2011 | Série de TV                         | Um ferro-velho planetário e esconderijo de Darth Maul após sua suposta morte. | [ 45 ]               |
| Malachor          | Star Wars Legends: Star Wars Knights of the Old Republic II: The Sith Lords | 2004 | Jogo eletrônico                     | Mundo Sith desolado e local de duas grandes batalhas com milhares de anos de diferença: uma envolvendo o Flagelo de Malachor e a outra entre Darth Maul, vários rebeldes, Darth Vader e vários inquisidores. |                      |
| Malachor          | Star Wars Rebels                                                            | 2016 | Série de TV                         | Mundo Sith desolado e local de duas grandes batalhas com milhares de anos de diferença: uma envolvendo o Flagelo de Malachor e a outra entre Darth Maul, vários rebeldes, Darth Vader e vários inquisidores. |                      |
| Malastare         | A Ameaça Fantasma                                                           | 1999 | Filme (mencionado)                  | Planeta com florestas onde o podracing é popular. Local de nascimento de Sebulba e planeta natal dos Dug. |                      |
| Malastare         | Star Wars: The Clone Wars                                                   | 2010 | Série de TV                         | Planeta com florestas onde o podracing é popular. Local de nascimento de Sebulba e planeta natal dos Dug. |                      |
| Mandalore         | Star Wars Legends: Marvel Star Wars                                         | 1982 | História em quadrinhos              | Planeta da Orla Exterior que é o mundo natal dos Mandalorianos, dilacerado por guerras entre Mandalorianos e Jedi e, por fim, expurgado pelo Império, espalhando os poucos Mandalorianos pela galáxia (incluindo Bo-Katan). Mandalore tem uma lua, Concordia, que é totalmente habitada. |                      |
| Mandalore         | Star Wars: The Clone Wars                                                   | 2010 | Série de TV                         | Planeta da Orla Exterior que é o mundo natal dos Mandalorianos, dilacerado por guerras entre Mandalorianos e Jedi e, por fim, expurgado pelo Império, espalhando os poucos Mandalorianos pela galáxia (incluindo Bo-Katan). Mandalore tem uma lua, Concordia, que é totalmente habitada. |                      |
| Mapuzo            | Obi-Wan Kenobi                                                              | 2022 | Série de TV                         | Um planeta desertificado pelo Império Galáctico onde Ben Kenobi e Leia Organa estão escondidos; primeira revanche entre Kenobi e Vader. | [ 36 ]               |
| Maridun           | Star Wars Legends: Star Wars: Empire                                        | 2004 | História em quadrinhos              | Planeta gramíneo que não foi descoberto até as Guerras Clônicas. |                      |
| Maridun           | Star Wars: The Clone Wars                                                   | 2009 | Série de TV                         | Planeta gramíneo que não foi descoberto até as Guerras Clônicas. |                      |
| Mimban            | Star Wars Legends: Splinter of the Mind's Eye                               | 1978 | Livro                               | Planeta pantanoso com neblina perpétua e céu nublado. |                      |
| Mimban            | Star Wars: The Clone Wars                                                   | 2008 | Série de TV (mencionado)            | Planeta pantanoso com neblina perpétua e céu nublado. |                      |
| Mimban            | Han Solo: Uma História Star Wars                                            | 2018 | Filme                               | Planeta pantanoso com neblina perpétua e céu nublado. |                      |
| Mon Cala          | Star Wars Legends: Dark Empire                                              | 1991 | História em quadrinhos              | Planeta oceânico, lar das espécies Mon Calamari e Quarren. Também conhecido como Mon Calamari, ou Dac. |                      |
| Mon Cala          | Star Wars: The Clone Wars                                                   | 2011 | Série de TV                         | Planeta oceânico, lar das espécies Mon Calamari e Quarren. Também conhecido como Mon Calamari, ou Dac. |                      |
| Moraband          | Star Wars: The Clone Wars                                                   | 2014 | Série de TV                         | Planeta natal dos antigos lords Sith. Conhecido como Korriban em Legends. |                      |
| Mortis            | Star Wars: The Clone Wars                                                   | 2011 | Série de TV                         | Planeta existente no reino espiritual dentro da Força, com uma muralha ao seu redor, lar de três portadores da Força quase onipotentes, conhecidos apenas nos Arquivos Jedi como os Deuses Mortis. Diz-se que "o planeta é um canal pelo qual a Força flui." |                      |
| Mustafar          | A Vingança dos Sith                                                         | 2005 | Filme                               | Planeta vulcânico e mundo Sith usado pela Techno União para extrair materiais valiosos. Esconderijo do Conselho Separatista durante os últimos dias da Guerra dos Clones e local do duelo entre Anakin Skywalker e Obi-Wan Kenobi, que resultou na desfiguração do primeiro. Durante a Era Imperial, é o local da fortaleza pessoal de Darth Vader. No Jogo de RV Vader Immortal, é revelado que Mustafar já foi uma floresta e muito populosa, mas foi devastada por uma antiga batalha. Mais tarde, ela começa a se curar lentamente e, na época de A Ascensão Skywalker, as árvores parecem ter crescido novamente na superfície de Mustafar. | [ 47 ]               |
| Mygeeto           | A Vingança dos Sith                                                         | 2005 | Filme                               | Planeta frio e urbano que serviu como local de batalha nos últimos dias das Guerras Clônicas, bem como o local da morte do Mestre Jedi Ki Adi Mundi pela Ordem 66. Mundo-colônia da espécie Muun. |                      |
| Naboo             | A Ameaça Fantasma                                                           | 1999 | Filme                               | Planeta natal dos Gungans, incluindo Jar Jar Binks, e de vários humanos, que compõem uma civilização chamada Naboo, que inclui Padmé Amidala e Palpatine. | [ 47 ]               |
| Nal Hutta         | Star Wars Legends: Dark Empire                                              | 1991 | História em quadrinhos              | Planeta natal de Jabba e outros Hutts. Próximo à lua urbana de Nar Shaddaa. |                      |
| Nal Hutta         | Star Wars: The Clone Wars                                                   | 2010 | Série de TV                         | Planeta natal de Jabba e outros Hutts. Próximo à lua urbana de Nar Shaddaa. |                      |
| Nevarro           | O Mandaloriano                                                              | 2019 | Série de TV                         | Um planeta vulcânico com areias negras e fluxos de lava, localizado nos Territórios da Orla Externa. Nevarro foi um centro da Guilda dos caçadores de recompensas e também o lar de um disfarce mandaloriano nos primeiros dias da Nova República. | [ 48 ]               |
| Niamos            | Andor                                                                       | 2022 | Série de TV                         | Um planeta balneário quente e ensolarado, com praias agradáveis e águas calmas, que serve de destino para os fora da lei se esconderem. Sob ocupação imperial, foi onde Cassian Andor foi preso por tropas imperiais e recebeu uma sentença de seis anos. | [ 49 ]               |
| Numidian Prime    | Han Solo: Uma História Star Wars                                            | 2018 | Filme                               | Paraíso na floresta tropical que é um paraíso para contrabandistas e ladrões. | [ 50 ]               |
| Nur               | Star Wars Jedi: Fallen Order                                                | 2019 | Jogo eletrônico                     | Uma lua aquática de Mustafar, base da Fortaleza Inquisitorius, onde Ben Kenobi resgata a Leia Organa. | [ 51 ]               |
| Oba Diah          | Star Wars: The Clone Wars                                                   | 2014 | Série de TV                         | Localização da fortaleza do Sindicato Pyke | [ 52 ]               |
| Onderon           | Star Wars Legends: Tales of the Jedi                                        | 1994 | História em quadrinhos              | Planeta da selva onde Anakin Skywalker e sua padawan Ahsoka Tano lideram uma revolta contra o rei usurpador Sanjay Rush, controlado pelos separatistas, durante as Guerras Clônicas. Local de nascimento de Saw Gerrera. |                      |
| Onderon           | Star Wars: The Clone Wars                                                   | 2012 | Série de TV                         | Planeta da selva onde Anakin Skywalker e sua padawan Ahsoka Tano lideram uma revolta contra o rei usurpador Sanjay Rush, controlado pelos separatistas, durante as Guerras Clônicas. Local de nascimento de Saw Gerrera. |                      |
| Ord Mantell       | O Império Contra-Ataca                                                      | 1980 | Filme (mencionado como Ord Mandell) | Um planeta onde Han Solo conta que teve um encontro com um caçador de recompensas. | [ 53 ]               |
| Ord Mantell       | Star Wars Legends: The Bounty Hunter of Ord Mantell                         | 1981 | História em quadrinhos              | Um planeta onde Han Solo conta que teve um encontro com um caçador de recompensas. | [ 53 ]               |
| Ossus             | O Despertar da Força                                                        | 2015 | Filme                               | Um planeta verdejante, lar do Templo Jedi de Luke Skywalker. | [ 54 ]               |
| Pasaana           | A Ascensão de Skywalker                                                     | 2019 | Filme                               | Um planeta desértico na borda da galáxia, lar da espécie Aki-Aki. |                      |
| Pillio            | Star Wars Battlefront II                                                    | 2017 | Jogo eletrônico                     | Planeta aquático não colonizado com mais de 3 milhões de espécies e local de um dos observatórios de Darth Sidious. | [ 55 ] [ 56 ]        |
| Polis Massa       | A Vingança dos Sith                                                         | 2005 | Filme                               | Planetoide da Orla Externa dentro de um campo de asteroides de mesmo nome; local de nascimento de Luke Skywalker e Leia Organa. |                      |
| Raada             | Ahsoka (novelização)                                                        | 2016 | Livro                               | Lua agrícola na Orla Exterior, onde Ahsoka Tano se escondeu sob o nome de "Ashla" após a Ordem 66. | [ 57 ]               |
| Rishi             | Star Wars Legends: Dark Force Rising                                        | 1992 | Livro                               | Planeta tropical usado pela República para monitorar a instalação de clonagem próxima em Kamino. |                      |
| Rishi             | Star Wars: The Clone Wars                                                   | 2008 | Série de TV                         | Planeta tropical usado pela República para monitorar a instalação de clonagem próxima em Kamino. |                      |
| Rodia             | Star Wars Legends: Sombras do Império                                       | 1996 | Livro                               | Planeta natal dos Rodianos, incluindo Greedo. Um planeta remoto, pantanoso e de selva, foi representado por Onaconda Farr no Senado Galáctico durante as Guerras Clônicas. |                      |
| Rodia             | Star Wars: The Clone Wars                                                   | 2008 | Série de TV                         | Planeta natal dos Rodianos, incluindo Greedo. Um planeta remoto, pantanoso e de selva, foi representado por Onaconda Farr no Senado Galáctico durante as Guerras Clônicas. |                      |
| Rugosa            | Star Wars: The Clone Wars                                                   | 2008 | Série de TV                         | Uma lua que consiste em recifes de corais gigantes. Yoda encontra o Rei Katuunko dos Toydarianos aqui, depois de ser testado em batalha pelo Exército de Droides Separatistas, durante os primeiros dias das Guerras Clônicas. É aqui que o Rei Katuunko promete a fidelidade de Toydaria à República Galáctica. | [ 58 ]               |
| Ruusan            | Star Wars Legends: Star Wars Jedi Knight: Dark Forces II                    | 1997 | Jogo eletrônico                     | Planeta estéril que abriga o Vale dos Jedi. Local de uma grande batalha entre os Sith e os Jedi. |                      |
| Ruusan            | Star Wars: The Clone Wars                                                   | 2008 | Série de TV                         | Planeta estéril que abriga o Vale dos Jedi. Local de uma grande batalha entre os Sith e os Jedi. |                      |
| Ryloth            | Star Wars Legends: Tales from Jabba's Palace                                | 1995 | Livro                               | Planeta natal seco e quente dos Twi'leks, incluindo Hera Syndulla e a Mestre Jedi Aayla Secura. |                      |
| Ryloth            | Star Wars: The Clone Wars                                                   | 2009 | Série de TV                         | Planeta natal seco e quente dos Twi'leks, incluindo Hera Syndulla e a Mestre Jedi Aayla Secura. |                      |
| Saleucami         | A Vingança dos Sith                                                         | 2005 | Filme                               | Terreno principal: desertos e pântanos. Lar do desertor soldado clone Cut Lawquane. O Mestre Jedi Stass Allie é morto aqui durante o Grande Expurgo Jedi. | [ 59 ]               |
| Savareen          | Star Wars Legends: Star Wars Adventure Journal 9                            | 1996 | História em quadrinhos              | Planeta desértico e oceânico, onde vilarejos pobres cultivam o vento e refinam o coaxium. Em Solo: Uma História Star Wars, a Millennium Falcon chega lá depois que Han Solo e sua tripulação roubam coaxium de Kessel, e Dryden Vos e Tobias Beckett morrem lá. | [ 60 ]               |
| Savareen          | Han Solo: Uma História Star Wars                                            | 2018 | Filme                               | Planeta desértico e oceânico, onde vilarejos pobres cultivam o vento e refinam o coaxium. Em Solo: Uma História Star Wars, a Millennium Falcon chega lá depois que Han Solo e sua tripulação roubam coaxium de Kessel, e Dryden Vos e Tobias Beckett morrem lá. | [ 60 ]               |
| Scarif            | Star Wars Battlefront: Rogue One: Scarif                                    | 2016 | Jogo eletrônico DLC                 | "Mundo paradisíaco" oceânico usado para a construção da Estrela da Morte depois que o projeto foi transferido de Geonosis durante a Era Imperial. Quando os membros da Aliança Rebelde invadem o banco de dados imperial da base secreta em uma de suas ilhas tropicais, o planeta é destruído para impedir a fuga deles com os planos da Estrela da Morte. |                      |
| Scarif            | Rogue One                                                                   | 2016 | Filme                               | "Mundo paradisíaco" oceânico usado para a construção da Estrela da Morte depois que o projeto foi transferido de Geonosis durante a Era Imperial. Quando os membros da Aliança Rebelde invadem o banco de dados imperial da base secreta em uma de suas ilhas tropicais, o planeta é destruído para impedir a fuga deles com os planos da Estrela da Morte. |                      |
| Seatos            | Ahsoka                                                                      | 2023 | Série de TV                         | Um planeta florestal com árvores de folhas vermelhas. Local do Ponto de Reflexão e onde a nave de Morgan Elsbeth, o Olho de Sião, foi construído. | [ 61 ]               |
| Serenno           | Star Wars Legends: Darth Bane: Rule of Two                                  | 2007 | História em quadrinhos              | Um planeta nos Territórios da Orla Externa. Planeta natal do Conde Dookan. |                      |
| Serenno           | Star Wars: The Clone Wars                                                   | 2011 | Série de TV                         | Um planeta nos Territórios da Orla Externa. Planeta natal do Conde Dookan. |                      |
| Shili             | Star Wars: The Clone Wars                                                   | 2012 | Série de TV                         | Planeta natal dos Togruta, incluindo o membro do Conselho Jedi Shaak Ti e a Padawan Ahsoka Tano. |                      |
| Sissubo           | Star Wars Squadrons                                                         | 2020 | Jogo eletrônico                     | Sétimo planeta do Sistema Chandrila. Ele é cercado por um campo de destroços de restos de naves imperiais. | [ 62 ]               |
| Skako Menor       | Star Wars: The Clone Wars                                                   | 2020 | Série de TV                         | Planeta natal de Wat Tambor. Conhecido por sua atmosfera altamente pressurizada, que exige o uso de trajes especializados por todos os Skakoanos fora do planeta. | [ 63 ]               |
| Sorgan            | O Mandaloriano                                                              | 2019 | Série de TV                         | Um planeta remanescente de floresta na Orla Externa, povoado principalmente por fazendeiros humanos que colhem krill, que é usado para fazer spotchka, uma bebida popular no planeta. Os fazendeiros locais são constantemente atacados por Klatooinianos. | [ 64 ] [ 65 ]        |
| Subterrel         | Ataque dos Clones                                                           | 2002 | Filme (mencionado)                  | Planeta de mineração mencionado por Dexter Jettster, que passou algum tempo prospectando lá. Localizado próximo a Kamino, além da Orla Externa. |                      |
| Sullust           | O Retorno de Jedi                                                           | 1983 | Filme (mencionado)                  | Um planeta vulcânico cuja atmosfera era altamente tóxica, forçando os Sullustans nativos a construir cidades subterrâneas tecnologicamente avançadas. Era a base das fábricas imperiais e a corporação SoroSuub empregava cerca de metade da população. |                      |
| Sullust           | Star Wars: Battlefront                                                      | 2015 | Jogo eletrônico                     | Um planeta vulcânico cuja atmosfera era altamente tóxica, forçando os Sullustans nativos a construir cidades subterrâneas tecnologicamente avançadas. Era a base das fábricas imperiais e a corporação SoroSuub empregava cerca de metade da população. |                      |
| Takodana          | O Despertar da Força                                                        | 2015 | Filme                               | Planeta florestal e local do castelo de Maz Kanata. Território neutro entre a Primeira Ordem e a Resistência. |                      |
| Tanalorr          | Star Wars Jedi: Survivor                                                    | 2023 | Jogo eletrônico                     | Um planeta forte com a Força, escondido dentro de uma nebulosa perto de Koboh. Lar do Templo Jedi de Dagan Gera. | [ 66 ]               |
| Tatooine          | Uma Nova Esperança                                                          | 1977 | Filme                               | Planeta desértico e lar da infância de Anakin Skywalker e Luke Skywalker. Localização do palácio de Jabba the Hutt. |                      |
| Teth              | The Clone Wars                                                              | 2008 | Filme                               | Durante as Guerras Clônicas, o filho de Jabba, Rotta, é sequestrado pelos Separatistas e trazido para esse planeta. Anakin e Ahsoka Tano viajam para Teth e resgatam Rotta de Asajj Ventress. | [ 67 ]               |
| Toydaria          | Star Wars: The Clone Wars                                                   | 2010 | Série de TV                         | Planeta natal de Watto e outros Toydarianos. Próximo a Nal Hutta. |                      |
| Trandosha         | Star Wars Legends: The Mandalorian Armor                                    | 1998 | Livro (mencionado)                  | Mundo natal dos caçadores Trandoshanos. No mesmo sistema solar de Kashyyyyk. |                      |
| Trandosha         | Star Wars: The Clone Wars                                                   | 2011 | Série de TV                         | Mundo natal dos caçadores Trandoshanos. No mesmo sistema solar de Kashyyyyk. |                      |
| Umbara            | Star Wars: The Clone Wars                                                   | 2011 | Série de TV                         | Planeta com uma atmosfera espessa e nebulosa. Lar dos Umbaranos. |                      |
| Utapau            | A Vingança dos Sith                                                         | 2005 | Filme                               | Planeta remoto, coberto por profundos sumidouros e lar dos Utai e Pau'ans. Local da morte do General Grievous e uma base separatista durante os últimos dias das Guerras Clônicas. |                      |
| Vandor-1          | Han Solo: Uma História Star Wars                                            | 2018 | Filme                               | Planeta gelado e montanhoso que é o local de um assalto ao trem da Crimson Dawn liderado por Tobias Beckett em Han Solo: Uma História Star Wars. |                      |
| Vardos            | Star Wars Battlefront II                                                    | 2017 | Jogo eletrônico                     | Fortaleza imperial e lar de Iden e Garrick Versio. Um dos primeiros alvos da Operação: Cinder. | [ 55 ] [ 68 ]        |
| Wobani            | Rogue One                                                                   | 2016 | Filme                               | Um terreno baldio desolado e o local de uma colônia de trabalho penal imperial. | [ 69 ]               |
| Wrea              | Star Wars Legends: The New Rebellion                                        | 1996 | Livro                               | Um planeta próximo a um campo de asteroides onde Saw Gerrara cria Jyn Erso depois que seu pai é levado pelo Império. | [ 70 ]               |
| Wrea              | Star Wars: Rebel Rising                                                     | 2017 | Livro                               | Um planeta próximo a um campo de asteroides onde Saw Gerrara cria Jyn Erso depois que seu pai é levado pelo Império. | [ 70 ]               |
| Yavin             | Uma Nova Esperança                                                          | 1977 | Filme                               | Planeta gasoso com várias luas, incluindo Yavin 4. |                      |
| Yavin 4           | Uma Nova Esperança                                                          | 1977 | Filme                               | Lua florestal e base da Aliança Rebelde. |                      |
| Zeffo             | Star Wars Jedi: Fallen Order                                                | 2019 | Jogo eletrônico                     | Um planeta com muitas montanhas e clima tempestuoso. Apresenta ruínas e túmulos antigos, escavações imperiais e um Venator acidentado perto de um túmulo antigo. | [ 71 ]               |
| Zygerria          | Star Wars: The Clone Wars                                                   | 2011 | Série de TV                         | Um planeta nos Territórios da Orla Externa, lar da espécie Zygerriana. Zygerria também era conhecida por seu império de escravos. | [ 72 ]               |

## Planetas e luas deStar Wars Legends
Estes são planetas com múltiplas aparições no Universo expandido de Star Wars, agora rebatizado como Star Wars Legends. Os trabalhos que os acompanham foram declarados não-canônicos pela Lucasfilm em abril de 2014, após a sua aquisição pela The Walt Disney Company em outubro de 2012.
| Nome         | Primeira aparição                            | Ano  | Mídia                  | Descrição fictícia | Ref(s).       |
| ------------ | -------------------------------------------- | ---- | ---------------------- | --- | ------------- |
| Abregado-rae | Herdeiro do Império                          | 1991 | Livro                  | A base de operações do contrabandista Talon Karrde. | [ 74 ]        |
| Ambria       | Tales of the Jedi                            | 1991 | História em quadrinhos | O local de uma antiga batalha entre Jedi e Sith. |               |
| Anoth        | Dark Apprentice                              | 1994 | Livro                  | Planeta rochoso utilizado para esconder as crianças recém-nascidas de Solo. |               |
| Arkania      | Tales of the Jedi                            | 1994 | História em quadrinhos | Planeta de mineração de gemas com habitantes humanoides. | [ 75 ]        |
| Bakura       | The Truce at Bakura                          | 1993 | Livro                  | Planeta pacífico que emite um pedido de socorro quando é invadido pelos Ssi-ruuk. | [ 76 ]        |
| Bonadan      | Han Solo's Revenge                           | 1979 | Livro                  | Planeta do setor empresarial que atrai um jovem Han Solo para uma armadilha. | [ 77 ]        |
| Borleias     | Rogue Squadron                               | 1996 | Livro                  | Planeta usado como trampolim para a Nova República retomar Coruscant. | [ 78 ]        |
| Byss         | Dark Empire                                  | 1991 | História em quadrinhos | Planeta escolhido como base de operações para um clone do Imperador Palpatine. Localizado muito perto do centro da galáxia. É destruído pela arma do Império Negro, a Arma da Galáxia. Incluído em pelo menos um mapa canônico.  | [ 79 ] [ 80 ] |
| Carida       | Jedi Search                                  | 1994 | Livro                  | Planeta destruído pelo vingativo ex-Jedi Kyp Durron. | [ 81 ]        |
| Da Soocha V  | Dark Empire                                  | 1991 | História em quadrinhos | Lua no Espaço Hutt que alberga uma base Rebelde provisória sitiada pelo clone de Palpatine. Capital da Nova República entre a recaptura de Coruscant pelo Império Galáctico e a sua destruição. É destruída pela Arma Galáctica. | [ 82 ]        |
| Drall        | Ambush at Corellia                           | 1995 | Livro                  | Um planeta no sistema Corellian cujos habitantes, os Drall, tentam manter-se discretos. | [ 83 ]        |
| Dromund Kaas | Star Wars Jedi Knight: Mysteries of the Sith | 1998 | Jogo eletrônico        | Um planeta da selva e mundo capital do Império Sith Ressurgente. Consumido com energia do lado negro e fortemente electrificado, local da Cidadela Imperial.                                                                     | [ 84 ] [ 85 ] |
| Dxun         | Tales of the Jedi                            | 1993 | História em quadrinhos | A maior das quatro luas de Onderon. Coberta por densas selvas repletas de animais predadores. O local da morte de Mandalore, o Indomável perto do fim da Grande Guerra Sith.                                                     | [ 86 ] [ 87 ] |
| Hapes        | The Courtship of Princess Leia               | 1994 | Livro                  | Planeta cujo príncipe tenta casar com a Princesa Leia. | [ 88 ]        |
| Honoghr      | Dark Force Rising                            | 1992 | Livro                  | Planeta cuja raça guerreira é recrutada pelo Grande Almirante Thrawn. | [ 89 ]        |
| Ithor        | Children of the Jedi                         | 1995 | Livro                  | Planeta florestal habitado por pacifistas que gerem uma indústria turística. |               |
| J't'p'tan    | Before the Storm                             | 1996 | Livro                  | Um planeta onde Luke Skywalker tenta descobrir a identidade da sua mãe. |               |
| Khomm        | Darksaber                                    | 1995 | Livro                  | Planeta que alberga uma sociedade insular de clones. | [ 90 ]        |
| Korriban     | Tales of the Jedi                            | 1994 | História em quadrinhos | Um planeta usado por gerações de Lords Sith. Conhecido como Moraband nas obras canônicas. | [ 91 ]        |
| Kothlis      | Sombras do Império                           | 1996 | Livro                  | Colônia Bothan com uma instalação onde se encontram os planos da segunda Estrela da Morte. | [ 92 ]        |
| Lwhekk       | The Truce at Bakura                          | 1993 | Livro (mencionado)     | Planeta natal da sociedade militar Ssi-ruuk. | [ 93 ]        |
| Lwhekk       | Star Wars: Empire at War                     | 2006 | Jogo eletrônico        | Planeta natal da sociedade militar Ssi-ruuk. | [ 93 ]        |
| Muunilinst   | Specter of the Past                          | 1997 | Livro                  | Capital do Clã Bancário Intergaláctico e planeta natal da raça Muun, que inclui o líder Separatista San Hill e o Lord Sith Darth Plagueis. O local de batalhas retratadas em Star Wars: Clone Wars.                              | [ 94 ]        |
| Myrkr        | Herdeiro do Império                          | 1991 | Livro                  | Planeta pantanoso traiçoeiro usado por Talon Karrde e Mara Jade. | [ 95 ]        |
| N'zoth       | Before the Storm                             | 1996 | Livro                  | Planeta desértico onde vive uma espécie violenta e genocida. | [ 96 ]        |
| Nkllon       | Herdeiro do Império                          | 1991 | Livro                  | Planeta estéril, sede de um empreendimento mineiro de Lando Calrissian. | [ 97 ]        |
| Ralltiir     | Star Wars (rádio)                            | 1981 | Drama de rádio         | Mundo central e centro comercial galáctico, ocupado pelas forças imperiais sob o comando de Lord Tion. | [ 98 ]        |
| Rattatak     | Star Wars: Clone Wars                        | 2003 | Série de TV            | Planeta da Orla Exterior e antiga casa de Asajj Ventress. Mundo natal dos Rattataki de pele branca. Governado por vários senhores da guerra.                                                                                     | [ 99 ]        |
| Sacorria     | Ambush at Corellia                           | 1995 | Livro                  | Planeta perto de Corellia que tenta um golpe de estado contra a Nova República. |               |
| Selonia      | Assault at Selonia                           | 1996 | Livro                  | Planeta oceânico e o lar original de muitos dos que residem em Sacorria. |               |
| Thyferra     | The Bacta War                                | 1997 | Livro                  | Planeta de floresta tropical controlado pelo Cartel Bacta. |               |
| Toprawa      | Star Wars (rádio)                            | 1981 | Drama de rádio         | Instalação de segurança imperial e fonte dos primeiros planos da Estrela da Morte (suplantada por Scarif em Rogue One). |               |
| Vortex       | Dark Apprentice                              | 1994 | Livro                  | Um planeta perturbado por uma queda acidental da nave do Almirante Ackbar. | [ 100 ]       |
| Wayland      | Herdeiro do Império                          | 1991 | Livro                  | Planeta onde o Grande Almirante Thrawn tem acesso a um dos estoques de Palpatine. |               |
| Zonama Sekot | Rogue Planet                                 | 2000 | Livro                  | Um mundo vivo e emotivo capaz de viajar pelo espaço; fonte das naves mais rápidas da galáxia. É a semente de Yuuzhan'Tar, o planeta natal dos Yuuzhan Vong.                                                                      |               |

## Semelhanças com planetas do mundo real

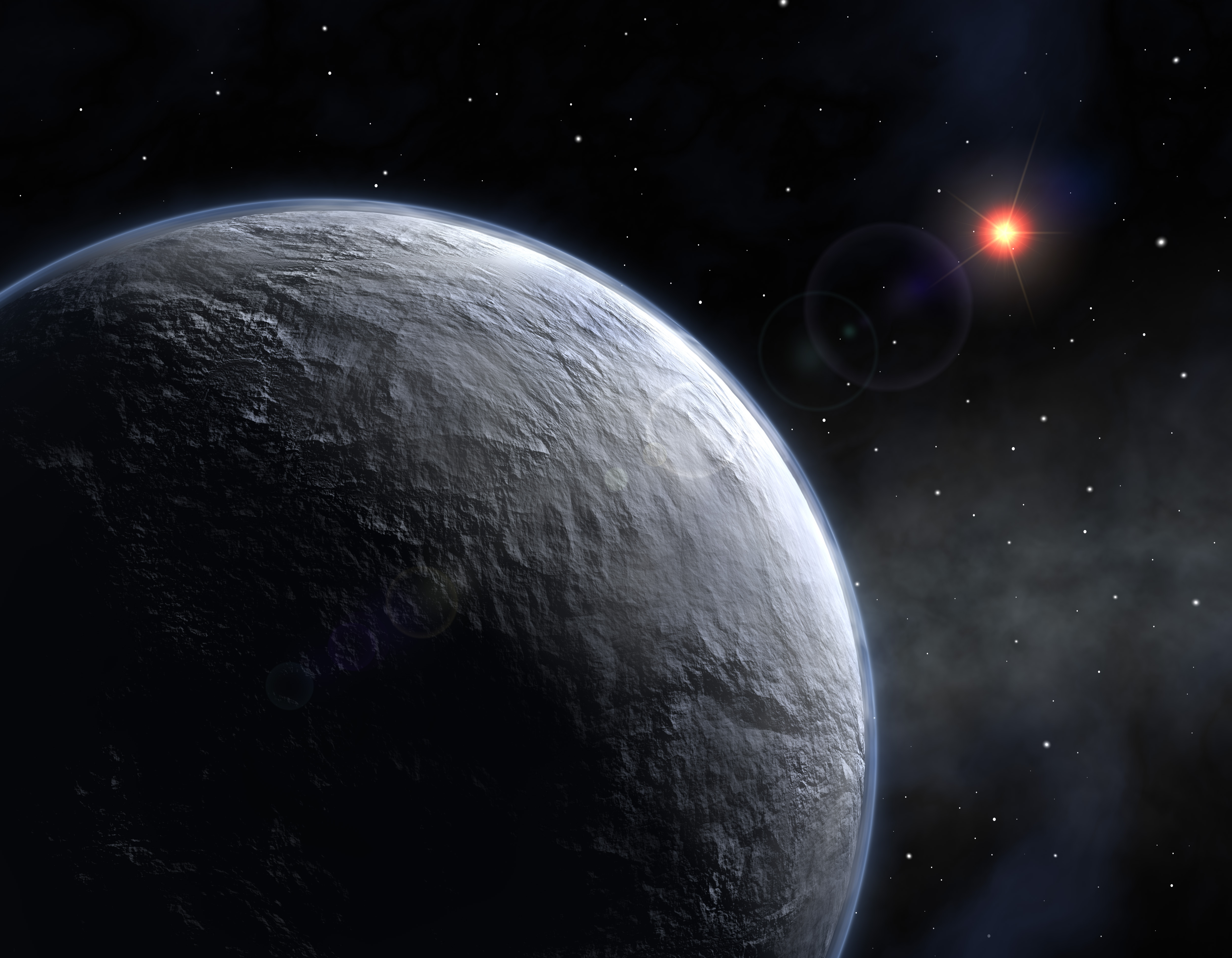
Impressão artística do Observatório Europeu do Sul do OGLE-2005-BLG-390Lb, um exoplaneta comparado ao planeta gelado Hoth.

A descoberta de exoplaneta no universo do mundo real ganhou ritmo no início do século XXI. Em 2015, a agência espacial americana NASA publicou um artigo que afirmava que muitos dos corpos astronômicos recém-descobertos possuíam propriedades cientificamente confirmadas que são semelhantes aos planetas do universo fictício de Star Wars.
O Kepler-452b, um planeta rochoso do tipo superterra, é considerado semelhante ao planeta Coruscant de Star Wars. Da mesma forma, os planetas Kepler-16b e Kepler-453b, descobertos em órbita de estrelas binárias, provavelmente se assemelham ao mundo desértico de Tatooine. Os mundos quentes e derretidos de Kepler-10b e Kepler-78b são comparáveis ao planeta vulcânico Mustafar. OGLE-2005-BLG-390Lb, um exoplaneta frio e remoto, é como o planeta gelado Hoth. O Kepler-22b, que os cientistas acreditam ser um planeta oceânico, é comparado ao planeta Kamino. De acordo com a NASA, também há semelhanças com Alderaan e Endor no universo do mundo real.

### Sistema Solar
Duas obras não canônicas também apresentam os planetas do Sistema Solar na vida real. Monsters and Aliens from George Lucas (1993), contém um trecho, apresentado como um clipe de uma coluna de fofocas, em que um par de Duros é raptado por humanos e levado para "Urthha" (Terra), onde eles causam estragos ao confundir objetos e alimentos terrestres. Na edição nº 19 da série de quadrinhos Star Wars Tales (2004), a história "Into the Great Unknown" mostra Han Solo e Chewbacca na Millennium Falcon, fugindo da Marinha Imperial. Eles saltam para o hiperespaço sem fazer cálculos e se encontram no meio do nosso Sistema Solar, passando por Saturno, Júpiter e Marte enquanto desaceleram e aterrissam na América do Norte. Han é morto por nativos americanos, e Chewbacca, em luto, deixa a Falcon para viver nas árvores, onde os nativos acreditam que ele seja um pé-grande. Em um epílogo ambientado 126 anos depois, o arqueólogo Indiana Jones e seu ajudante Short Round, em busca do pé-grande, encontram a Falcon e os restos mortais de Han.